# Polatlı
Polatlı ehemals Polad ist eine Kreisstadt und Landkreis der türkischen Provinz/Großstadtgemeinde Ankara. Der Landkreis ist der größte der Großstadtgemeinde Ankara liegt im Südwesten. Er grenzt an die Provinzen Eskişehir und Konya.

## Etymologie  und Geschichte
Der Name Polatlı stammt von turkmenischen Stämmen, die ab dem 16. Jahrhundert hier siedelten. Der Stammesname selber ist persisch und bedeutet Stark oder Eisen. In osmanischen Urkunden tauchen auch die Varianten Polatlu und Polatluca auf.
In der Antike gehörte die Gegend zu Phrygien. Etwa 10 km nordwestlich der Stadt Polatlı liegt die antike Stadt Gordion. Die Stadt stand für mehrere Jahrhunderte unter osmanischer Herrschaft. Während des türkischen Befreiungskrieges 1919–1922 fand in der Nähe Polatlıs die wichtige Schlacht am Sakarya zwischen Türken und Griechen statt. Nach der Gründung der Republik 1923 bekam die Stadt 1926 den Status einer Belediye (Gemeinde), auch erkenntlich am Stadtlogo.
Bis Ende 2012 bestand der İlçe aus der Kreisstadt und 82 Dörfern (Köy, zusammengefasst in drei Bucaks: Temelli, Yenimehmetli und dem zentralen Bucak Merkez Bucağı). Im Rahmen der Verwaltungsreform wurden die Dörfer 2013 aufgelöst, in Mahalles umgewandelt und zu den bestehende 13 Mahalles der Kreisstadt hinzugefügt. So stieg die Zahl der Stadtviertel im Jahr 2013 auf 95 an.

## Bewohner
1907 zählte das Vilayet Ankara 344.019 muslimische und 19.531 nicht-muslimische Einwohner. Nach dem türkischen Befreiungskrieg und dem Bevölkerungsaustausches zwischen der Türkei und Griechenland wurden auch die Griechen Ankaras gegen Türken aus Griechenland ausgetauscht. Bei einer Volkszählung im März 1927 lebten in Polatlı 10.838 Türken, 2.557 Tataren, 742 Kurden und 312 Bosniaken.